# Джакапонг Джакраджутатіп
Енн Джакапонг Джакраджутатіп (тай. จักรพงษ์ จักราจุฑาธิบดิ์), відома як Енн Джакапонг (англ. Anne Jakrajutatip) чи Енн Джейкіен (англ. Anne JKN) — тайська трансгендерна підприємиця, мільйонерка, головна виконавча директорка «JKN Global Group Public Company Limited». Заснувала фонд «Life Inspired For Transsexual Foundation (LIFT)» на захист права на гідність і можливості для трансгендерних людей.
У жовтні 2022 року придбала конкурси краси «Міс Всесвіт», «Міс США» та «Міс підліток США» за 20 мільйонів доларів.

## Життєпис
Джакраджутатіп народився старшим сином у тайсько-китайській сім'ї в Бангкоку. Сім'я тримала відеопрокат, тому фільми, особливо іноземні, дозволили самостійно практикувати англійську, і врешті отримати дозвіл від батька навчатися в Австралії.
Джакраджутатіп має ступінь бакалавра з міжнародних відносин, здобутий в Університеті Бонда.; сертифікат із розвитку нерухомості в Університеті Чулалонгкорн, Бангкок і завершену програму акредитації директорів (DAP) від Тайського інституту директорської асоціації в 2016 році.
У Таїланді — селебріті, бере участь у місцевих версій реаліті-шоу Project Runway та Shark Tank.
Має 6 млн підписників в інстаграм.
Має бойфренда і двох дітей, народжених шляхом сурогатного материнства.